# Laird Brothers
Laird Brothers war ein 1824 gegründetes Schiffbauunternehmen in Birkenhead am Fluss Mersey. Die Werft fusionierte im Jahre 1903 mit der Charles Cammell & Co. zu Cammell, Laird & Company.

## Geschichte

### Die Anfänge

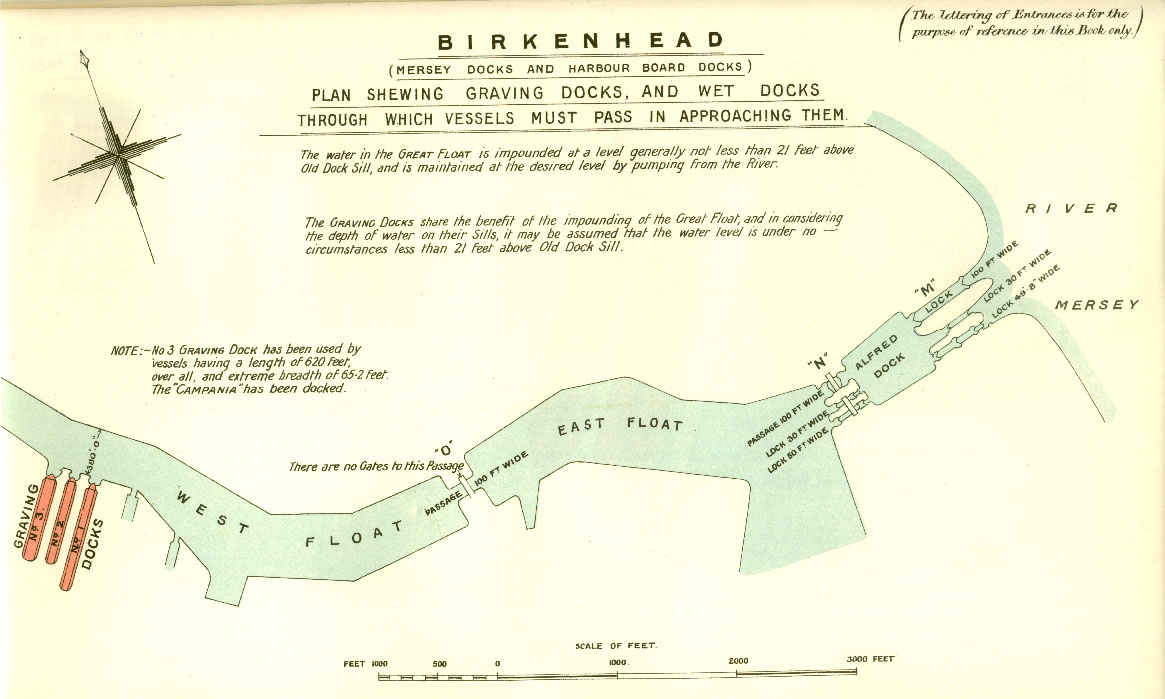
Lageplan der alten Werft

Das Unternehmen wurde 1824 von William Laird als Birkenhead Iron Works am Südufer des Wallasey Pool gegründet und produzierte zunächst Kessel.
Im Jahr 1828 trat Lairds Sohn John in das Geschäft ein und man bot auf dessen Anregung hin, da dieselben Techniken des Biegens und Nietens angewandt wurden, den Bau von Eisenschiffen an. Im folgenden Jahr nahm man die erste Neubauorder von Charles Wye Williams’ Irish Inland Navigation Company für eine 60-Tonnen-Schute entgegen, 1833 baute man für dieselbe Gesellschaft den Raddampfer Lady Lansdowne. John Lairds Bruder Macgregor Laird, der auch als Menschenrechtler bekannt wurde und regelmäßig Reisen ins Innere Afrikas unternahm, eröffnete 1832 eine eigene Werft in Liverpool Banks. William Lairds erste Neuerung war der Einbau von Querschotten, die erstmals 1834 beim Bau des kleinen Raddampfers Garryowen angewandt wurde. Man begann zusätzlich mit dem Bau von eisernen Kanonenbooten. Die Werft wurde bald führend im Eisenschiffbau und entwickelte auch die Antriebstechnik rasch weiter. 1836 wurde, auf eigene Rechnung, die eiserne Radfregatte Guadeloupe auf Kiel gelegt, das zu diesem Zeitpunkt größte eiserne Schiff und das erste bedeutende aus Eisen gebaute Kriegsschiff der Welt; man hoffte, das Schiff an die Royal Navy zu verkaufen, aber da diese kein Interesse zeigte, wurde es 1841 an Mexiko verkauft. 1839 wurde mit der Robert F. Stockton ein erster propellergetriebener Schlepper für den Einsatz in nordamerikanischen Wasserstraßen gebaut, im Folgejahr entstanden 17 eiserne Raddampfer und vier Kanonenboote zur Piratenabwehr für die East India Company. Durch die so gewonnene Reputation erhielt Laird 1840 die erste Bauorder der Admiralität zur Herstellung eines Raddampfers für den Postdienst über den Ärmelkanal. Die Dover überzeugte die Admiralität, die daraufhin den Auftrag zum Bau von Raddampferfregatten an Laird erteilte. Eines dieser Schiffe war die 1848 abgelieferte Birkenhead, die 1852 vor Südafrika mit mehr als 400 Soldaten verlorenging. Laird war auch an der Entwicklung der damaligen Neustadt von Birkenhead beteiligt und begann 1844 mit dem Bau neuer Docks am tideabhängigen Wallasey Pool. Diese Hafenanlagen sollte in Konkurrenz zum Liverpooler Hafen treten, was aber nicht gelang, woraufhin sie 1858 in das System der Liverpool Docks eingegliedert wurden. Macgregor Laird orderte 1852 drei Schiffe, Faith, Hope und Charity, für die von ihm gegründete African Steamship Company, die 1861, nach seinem Tod an Elder, Dempster and Co. verkauft, und als größte Westafrika-Handelgesellschaft ihrer Zeit angesehen wurde. 1852 bis 1857 wurde eine bestehende Werft im Süden Liverpools angemietet, um Kanonenboote für den Einsatz im Krimkrieg (1854 bis 1856) zu bauen.

### Der Umzug
Im Jahr 1857 wurde das Laird’sche Werftgelände durch das Mersey Docks and Harbour Board für den Bau der Birkenhead Docks erworben. John Laird zog auf einen Standort zwischen Monks Ferry und Tranmere Pool, welcher mit seinen fünf Docks als North Yard in erster Linie durch die große Anzahl der hier gebauten Kriegs- und Passagierschiffe, aber auch immer wieder durch schiffbautechnische Innovationen bekannt wurde. So wurden schon 1855 Boote aus Eisenzement hergestellt und bereits 1858 kam mit der für David Livingstones Sambesi-Expedition gebauten Ma Roberts das erste vollständig aus Stahl hergestellte Schiff von dieser Werft. Im selben Jahr stellte man die Maschinenbauwerkstätten in Dienst. 1860 wurden Schiffe für die London & North Western Railway (LNWR) gebaut, welche mit 18 Knoten Geschwindigkeit lange als schnellste Schiffe ihrer Art galten. Ein Jahr darauf zog sich John Laird aus dem Unternehmen zurück, um Parlamentsmitglied zu werden.

### Von der Umbenennung bis zum Zusammenschluss

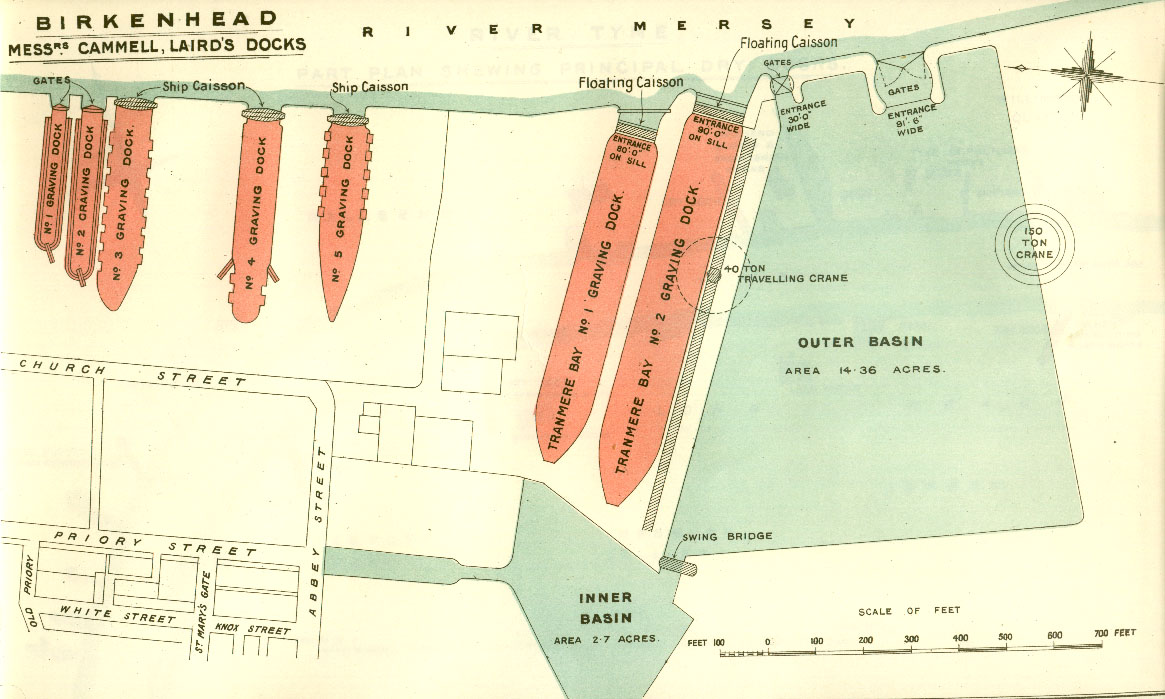
Lageplan der neuen Werft

Um die neue Führung der aufstrebenden Werft durch William, John und Henry nach dem Generationenwechsel auch nach außen zu dokumentieren, wurde sie in Laird Brothers umbenannt. Das erste herausragende Schiff, das unter dem neuen Werftnamen abgeliefert wurde, war die 1862 als „fast merchant steamer“ entstandene Alabama, die erst bei den Azoren bewaffnet wurde und für die Konföderierten 55 (68?) Schiffe ihrer Opponenten von der Union der Nordstaaten versenkte, bevor sie selbst 1864 vor Cherbourg von der Kearsarge versenkt wurde. Im folgenden Jahr baute Laird zwei gepanzerte Monitorschiffe für die Konföderierten, welche mit drehbaren Geschütztürmen ausgerüstet waren. Diese wurden jedoch konfisziert, da sie die Neutralität des Vereinigten Königreichs in diesem Konflikt unterliefen und von der Royal Navy als HMS Scorpion und HMS Wivern in Dienst gestellt. Zwischen 1866 und 1869 wurden drei Turmschiffe für die niederländische Marine, eines für Peru sowie zwei weitere für die Royal Navy erstellt. Zu diesen letzten Royal Navy Bauten gehörte auch die unglückliche HMS Captain, welche bereits ein Jahr nach ihrer Indienststellung im Jahre 1869 kenterte und sank. Während des 1870er Jahrzehnts folgten Kriegsschiffe für Marinen in Portugal und China sowie zwei Turmschiffe für Argentinien. 1878 wurde mit der Storm Cock das erste einer langen Reihe von Schleppern an die Firma Cock übergeben. 1882 wurde der erste Passagierdampfer an die Cunard Line geliefert, die mit 5.517 Bruttoregistertonnen vermessene Cephalonia. Für die beiden anderen großen englischen Liniengesellschaften, die White Star Line und Blue Funnel Line entstanden nie Schiffe bei Laird. Pacific Steam Navigation Co, Singlehursts Red Cross Line oder Messageries Maritimes galten als Stammkunden. Gerade für diese kleineren Reedereien entwickelte Laird Kombischiffe, die genug Ladung transportieren konnten, ohne auf Liniendiensten auf staatliche Subventionen angewiesen zu sein. Die ersten Dreifachexpansions-Verbunddampfmaschinen wurden 1888 für die City of Berlin gebaut. In den 1880er und 1890er Jahren begann der Bau von Gürtelpanzerkreuzern und Torpedobootzerstörern für die Royal Navy, aus denen sich ab 1886 mit der HMS Rattlesnake die Zerstörer entwickelten, was zu Bestellungen der Marinen aus Argentinien, Chile, Portugal und Russland führte. Kurz vor der Jahrhundertwende wandelte man Laird Brothers zur Limited Gesellschaft um. Da die Stahlpanzerung bei diesen Kriegsschiffen vom Sheffielder Metallbauunternehmen Charles Cammell & Co. geliefert wurde, beschloss man 1903 nach längeren Verhandlungen den Zusammenschluss der beiden Unternehmen zu Cammell, Laird & Company. Wesentlichen Einfluss hatte hierbei die Tatsache, dass Unternehmen, die ein Kriegsschiff „aus einer Hand“ anbieten konnten, erhebliche Vorteile beim Gewinn von Neubauorders der Royal Navy hatten. Laird Brother baute bis zum Zusammengehen der beiden Gesellschaften mehr als 270 Frachtschiffe.

## Bekannte oder erhaltene Schiffe von Laird Brothers
Eine ganze Reihe bekannter Schiffe wurden bei Laird gebaut. Dazu zählt unter anderem die Ende des Ersten Weltkriegs durch ein deutsches U-Boot versenkte Leinster.
Einige historische Exemplare des Laird-Schiffbaus in Birkenhead blieben erhalten. Dazu gehört das Turmschiff Huascar, das 1865 für die peruanische Marine gebaut und später von Chile erobert wurde. Es liegt heute in der chilenischen Marinebasis Talcahuano. Die 1874 entstandene Korvette Uruguay, die an einer Antarktis-Expedition teilgenommen hat, liegt ebenso wie das argentinische Segelschulschiff Presidente Sarmiento von 1897 in Buenos Aires.

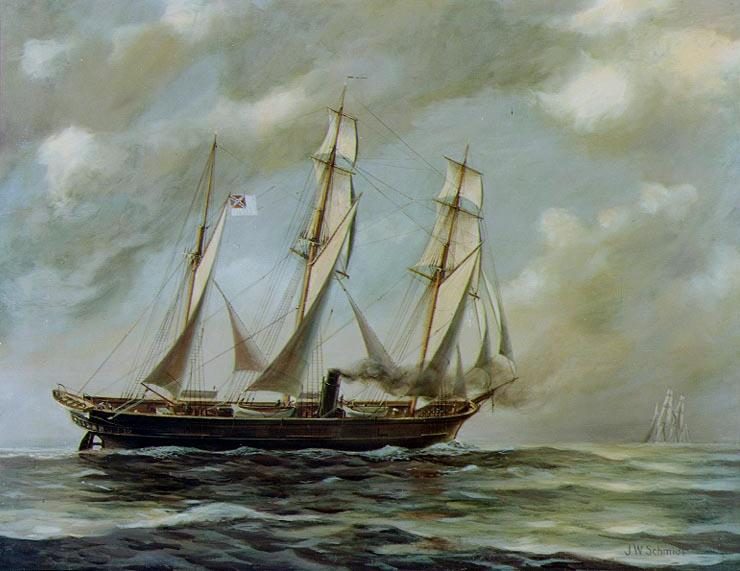
Alabama
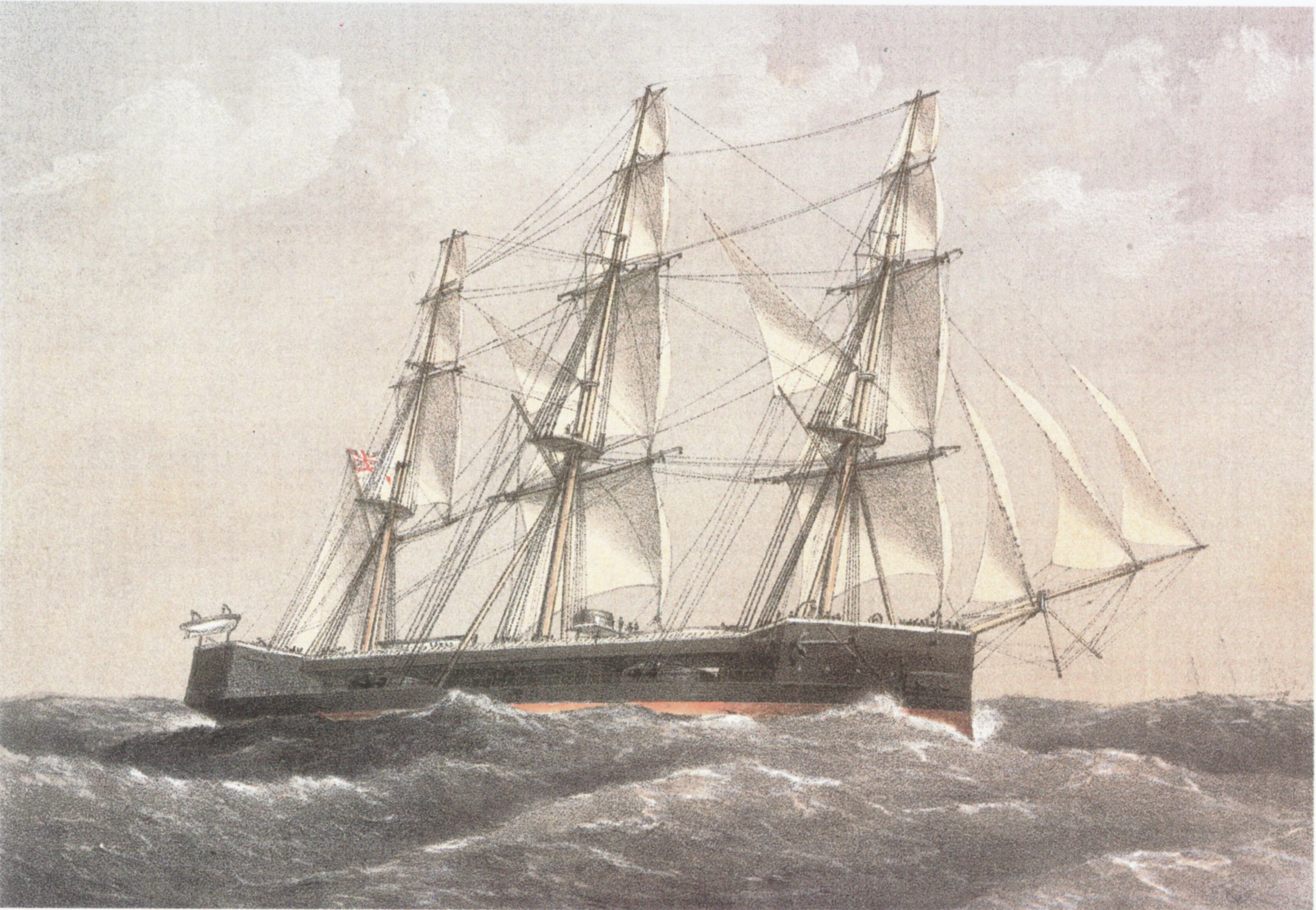
Captain
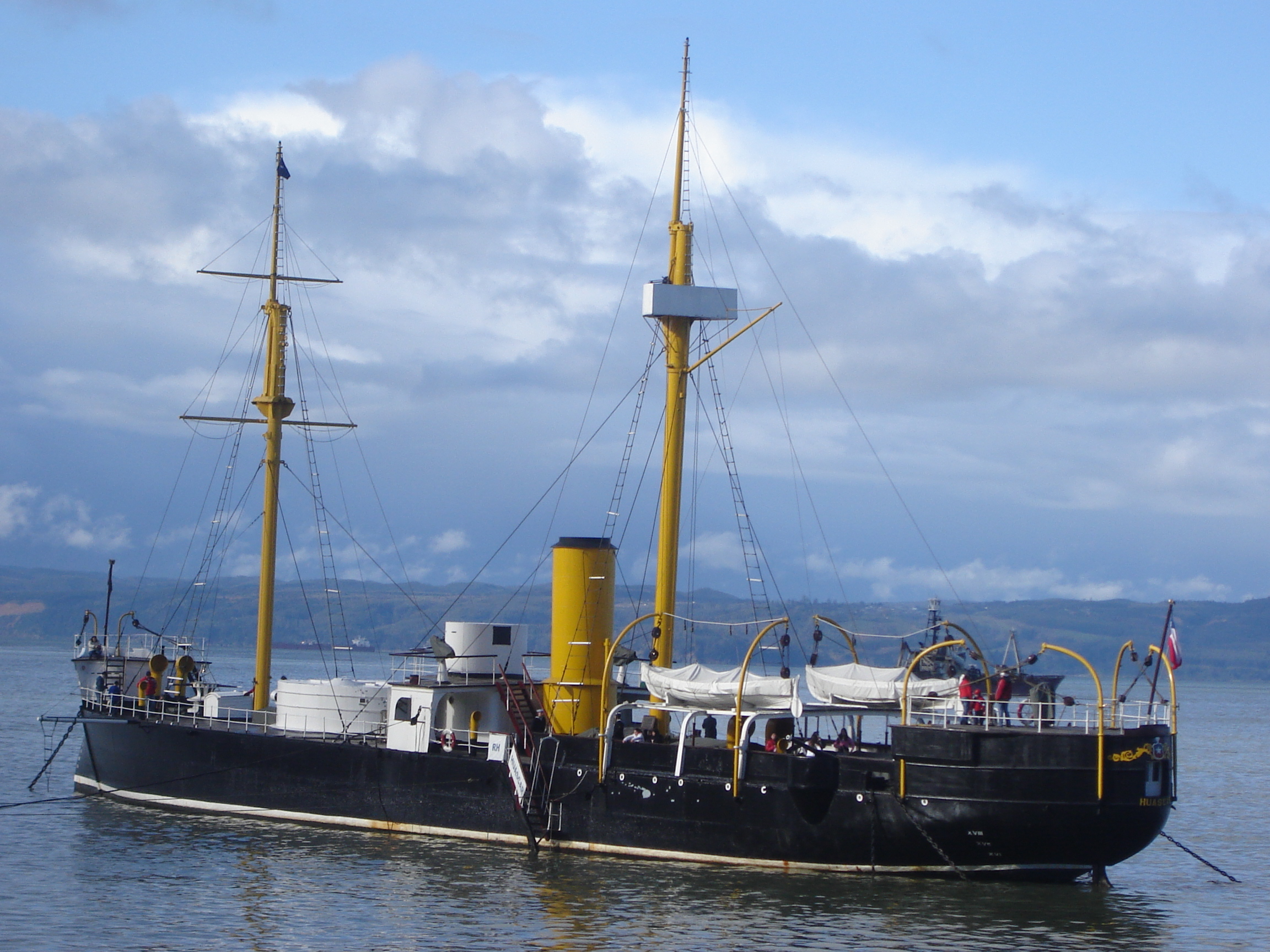
Huáscar
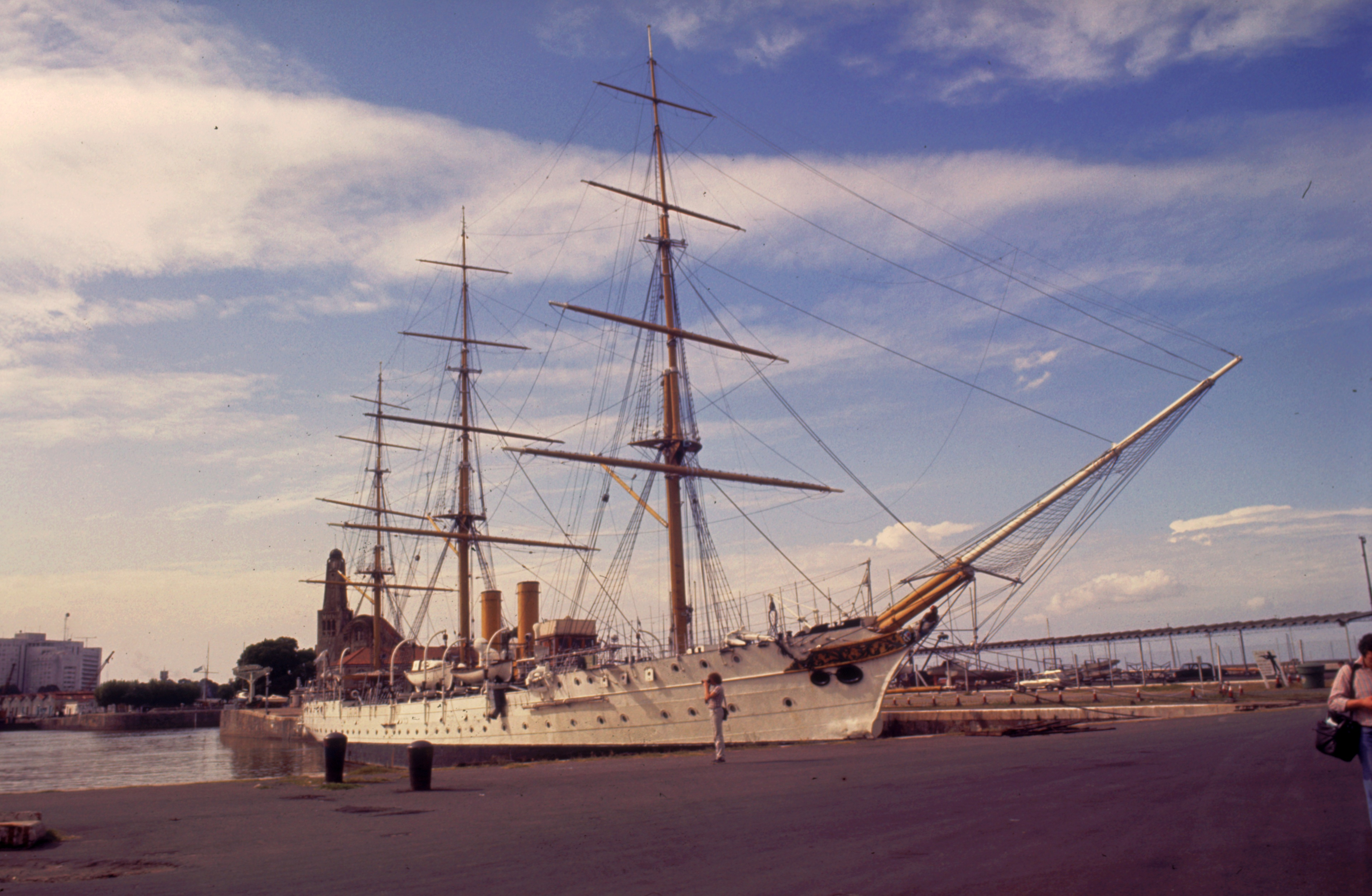
Presidente Sarmiento
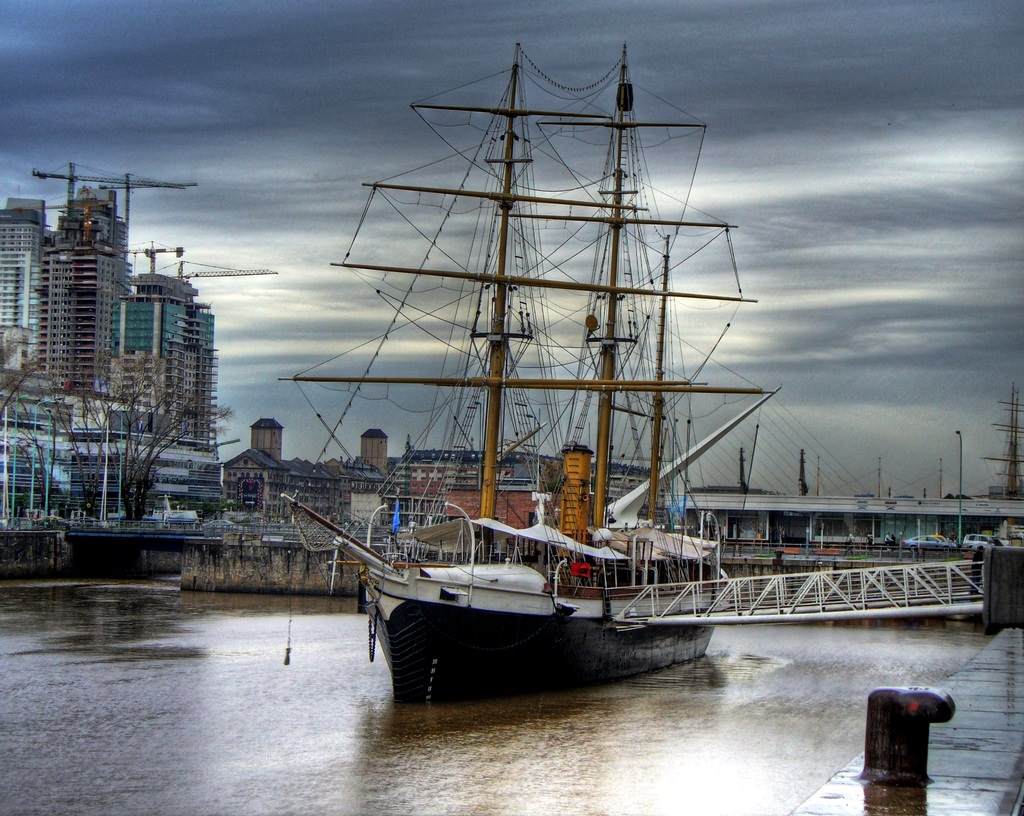
Uruguay